# Gothic (computerspelserie)
Gothic is een RPG computerspelreeks ontwikkeld door de Duitse computerspelontwikkelaar Piranha Bytes. Het eerste spel in de reeks werd uitgebracht op 15 maart 2001 en werd gevolgd door meerdere vervolgen. De speler speelt als een naamloze held in een wereld waarin de mensen een oorlog tegen de orcs voeren, die ze aan het verliezen zijn. De eerste twee delen spelen zich af op een eiland en het derde op het vasteland.

## Spellen in de reeks
- Gothic (2001)
- Gothic II (2002)
  - Gothic II: Night of the Raven (2003) – Uitbreiding
- Gothic 3 (2006)
  - Gothic 3: Forsaken Gods (2008) – Uitbreiding, ontwikkeld door Trine Games
- Arcania: Gothic 4 (2010) – Spin-off, ontwikkeld door Spellbound
  - Arcania: Fall of Setarrif (2011) – Uitbreiding, ontwikkeld door Spellbound

## De Gothic-serie op Nintendo Switch
In 2023 komen er twee delen van de serie naar de Nintendo Switch-console. THQ Nordic heeft een draagbare consolepoort van de originele spelcode voorbereid, zonder remastering en zonder wijzigingen (maar wel met tal van verbeteringen). Het eerste deel van de serie, Gothic Classic, werd uitgebracht op 28 september 2023. Het tweede deel, Gothic II Complete Classic, samen met de uitbreiding Noc Kruka, zal zijn première hebben op 28 november 2023.